# Rhynchostegiella humillima
Rhynchostegiella humillima là một loài Rêu trong họ Brachytheciaceae. Loài này được (Mitt.) Broth. miêu tả khoa học đầu tiên năm 1909.